# IFK Askersund
IFK Askersund är en idrottsförening i Askersund i Sverige, bildad 1 februari 1895. som bland annat bedriver fotboll. Klubben har även haft framgångar i bandy, med nio säsonger i Sveriges högsta division, den första 1945 och den senaste 1964/1965. Bandyverksamheten slogs 2005 samman med Wadköpings BK.